# Potalia turbinata
Potalia turbinata là một loài thực vật có hoa trong họ Long đởm. Loài này được Struwe & V.A. Albert mô tả khoa học đầu tiên năm 2004.